# Nova Olinda do Norte
Nova Olinda do Norte là một đô thị thuộc bang Amazonas, Brasil. Đô thị này có diện tích 5608,55 km², dân số năm 2007 là 32345 người, mật độ 5,77 người/km².